# 82 av. J.-C.
Cette page concerne l'année 82 av. J.-C. du calendrier julien proleptique.

## Événements
- 30 octobre 83 av. J.-C. (1er janvier 672 du calendrier romain) : début à Rome du consulat de Cnaeus Papirius Carbo III et Caius Marius Junior[1].
- Hiver 83-82 av. J.-C. :
  - Sertorius, un des lieutenants de Marius, part prendre son gouvernement en Hispanie citérieure où il réunit rapidement une armée[2].
  - Le propréteur d’Afrique, Fabius Hadrianus, partisan des Populares, est brûlé vif dans sa résidence à Utique lors d’une émeute des Optimates, partisans de Sylla[3].
  - Le préteur marianiste de Corse-Sardaigne Quintus Antonius Balbus est tué par Lucius Marcius Philippus, le légat envoyé par Sylla[3].
- Printemps : Sylla divise ses forces. Il marche sur Rome et l’Étrurie tandis que Metellus part vers le nord pour bloquer Carbo à Ariminum et prendre le contrôle de la Gaule cisalpine[3]. 
  - Metellus bat le préteur de Carbo, C. Carrinas, sur l’Aesis ; Carrinas s’enfuit, sans doute à Spoletium, Carbo marche contre Metellus, parvient à l’encercler, mais à l’annonce de la victoire de Sylla sur Marius, préfère retourner prudemment à Ariminum. Pompée cause de lourdes pertes à son arrière-garde et s’empare de Sena Gallica[3],[4].
  - L’armée marianiste de Marius le Jeune, basée aux environs de Préneste, battue à Sacriport, près de Signia fin mars, est contrainte de s’enfermer dans la ville. Sylla confie à Lucretius Ofella le siège de Préneste. Les marianistes doivent évacuer Rome après avoir ordonné de nouvelles proscriptions où succombent de nombreux sénateurs du parti aristocratique, dont le grand pontife C. Mucius Scaevola. Sylla ne fait que passer à Rome, puis marche sur l’armée de Papirius Carbo basée à Clusium. Après une bataille indécise, Papirius Carbo s’enfuit en Afrique[3],[4].
  - Une armée de secours, composée de Lucaniens et de Samnites, sous le commandement de Pontius Telesinus, arrive pour délivrer Marius le Jeune à Préneste. Repoussée devant Préneste, elle se porte sur Rome qu’elle compte surprendre sans défense. Sylla, averti à temps, accourt en toute hâte et s’établit en avant de la Porte Colline pour couvrir la ville[5].
- Printemps-été, deuxième guerre de Mithridate : Murena traverse l’Halys en crue et pille le royaume du Pont ; Mithridate ne résiste pas mais envoie des espions pour surveiller Murena[6].

- 23 août (1er - 2 novembre du calendrier romain)[7] : à la bataille de la Porte Colline, Sylla qui a anéanti les partisans de Marius, prend le surnom de Félix (le Chanceux)[5]. La bataille, engagée le soir, dure toute la nuit. Malgré l’acharnement des Samnites, Sylla remporte une victoire complète. Quelques jours plus tard, Marius le Jeune se tue à Préneste et la ville capitule. Sylla est maître de Rome et de l’Italie[3].

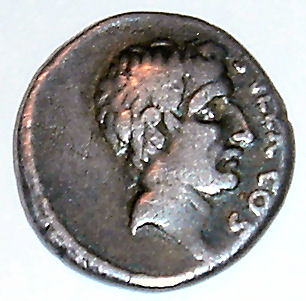
Portrait de Sylla sur un denier.

- Décembre (calendrier romain) : lex Valeria. Début de la dictature de Sylla (fin en 79 av. J.-C.). La loi « Valéria », qui ressuscite la magistrature de la dictature abandonnée depuis plus de cent ans, le nomme dictateur à vie. Élu par les comices, il obtient une compétence élargie et exceptionnelle. Il obtient des pouvoirs constituants — dictator legibus scribundis et rei publicae constituendae— et concentre entre ses mains, sans conditions de durée, la plénitude de l’autorité publique[8].

- Sylla envoie le proconsul Caius Annius Luscus combattre Sertorius en Hispanie citérieure ; ce dernier, battu, passe une provisoirement en Afrique l’année suivante[2].

- Égine est envahie par des pirates ; la ville résiste[9].
- Création du royaume dace de Burebista[10].

## Naissances
- 28 Mai, Caius Licinius Macer Calvus, orateur romain.
- 28 Mai, Marcus Caelius Rufus

## Décès
- Lucius Domitius Ahenobarbus, homme politique romain.